# Inside Wants Out
Inside Wants Out – debiutancki album amerykańskiego muzyka Johna Mayera wydany niezależnie po raz pierwszy w 1999 roku. Mały nakład pierwszego wydania pozwolił na dystrybucję zaledwie w Atlancie, stanie Georgia. Do tych początków nawiązuje Mayer w późniejszym utworze Why Georgia.
Columbia Records wznowiła wydanie albumu 2 sierpnia 2002, jednakże skracając go o utwór Neon 12:47 AM.

## Początki i produkcja
Po przerwaniu studiów w Berklee College of Music w Bostonie Mayer przeprowadził się wraz ze swoim kumplem Clayem Cookiem do Atlanty, gdzie założyli duo LoFi Masters. Cook i Mayer występowali w miejscowych knajpach i barach, z czasem Mayer wykazywał zbyt silne dla Cooka skłonności ku muzyce pop, przez co muzycy się rozstali. Dla Mayera był to początek kariery solowej.
Za pomocą lokalnego producenta Glenna Matullo udało się Mayerowi nagrać pierwszy niezależny minialbum Inside Wants Out. Matullo cytowany jest również jako współautor czterech utworów, między innymi pierwszego popularnego singla No Such Thing.

## Lista utworów

### Wydanie oryginalne
| 1. | Back to You     | (John Mayer)  |  | 4:00 |
| 2. | No Such Thing   | (Cook, Mayer) |  | 3:51 |
| 3. | My Stupid Mouth | (Mayer)       |  | 4:16 |
| 4. | Neon            | (Cook, Mayer) |  | 3:56 |
| 5. | Victoria        | (Mayer)       |  | 3:49 |
| 6. | Love Soon       | (Cook, Mayer) |  | 3:39 |
| 7. | Comfortable     | (Cook, Mayer) |  | 5:00 |
| 8. | Neon 12:47 AM   | (Cook, Mayer) |  | 2:45 |
| 9. | Quiet           | (Mayer)       |  | 3:20 |

### Wydanie Columbia
| 1. | Back to You     | (John Mayer)  |  | 4:00 |
| 2. | No Such Thing   | (Cook, Mayer) |  | 3:51 |
| 3. | My Stupid Mouth | (Mayer)       |  | 4:16 |
| 4. | Neon            | (Cook, Mayer) |  | 3:56 |
| 5. | Victoria        | (Mayer)       |  | 3:49 |
| 6. | Love Soon       | (Cook, Mayer) |  | 3:39 |
| 7. | Comfortable     | (Cook, Mayer) |  | 5:00 |
| 8. | Quiet           | (Mayer)       |  | 3:20 |